# Sosialurin
Sosialurin (färöiska för ”den sociala”) är Färöarnas näst största dagstidning. Tidningen var ursprungligen ett socialdemokratiskt partiorgan, och fick stora bidrag från Socialdemokraterne i Danmark men år 2006 sålde Javnaðarflokkurin till de anställda och Føroya Tele.
Den första utgåvan utkom den 24 maj 1927 under titeln Føroya Social Demokrat. Från 1945 hette den Føroya Sosial-Demokratur, men kallades allmänt "Sosialurin", vilket den 1955 officiellt bytte namn till. I mitten av 2000-talets första decennium hade tidningen en upplaga på runt 8 100 exemplar, vilket kan motsvara ungefär vartannat färöiskt hushåll. Sosialurins närmaste konkurrent Dimmalætting, som också är Färöarnas största tidning, hade näraliggande upplagesiffror.
Tillsammans med Føroya Tele har Sosialurin tagit fram en webbplats så att alla, oavsett land, kan läsa upplagan på internet under Portal.fo. Portal.fo är även Färöarnas viktigaste webbplats, som numera drivs av IT-företaget Knassar. 